# Shunsuke Ebata
Shunsuke Ebata (japanisch 江幡 俊介 Ebata Shunsuke; * 16. Januar 2000 in Hokkaidō) ist ein japanischer Fußballspieler.

## Karriere
Shunsuke Ebata erlernte das Fußballspielen in der Schulmannschaft der Muroran Ohtani High School sowie in der Universitätsmannschaft der Hachinohe Gakuin University. Seinen ersten Vertrag unterschrieb er im Februar 2022 bei Vanraure Hachinohe. Der Verein aus Hachinohe, einer Hafenstadt in der Präfektur Aomori, spielte in der dritten japanischen Liga. Sein Drittligadebüt gab Shunsuke Ebata am 29. April 2022 (7. Spieltag) im Auswärtsspiel gegen den Iwaki FC. Bei der 3:1-Niederlage stand er in der Startelf und wurde in der 58. Minute gegen Kazuma Tsuboi ausgewechselt.